# Марьи добрый день
Ма́рьи до́брый день — день в народном календаре у славян, приходящийся на 22 июля (4 августа). В народном представлении Мария Магдалина считалась «заступницей от холеры».

## Другие названия дня
рус. Мария Магдалина, Марии — сильные росы,
Росная оконница, Марья-суровица, Мария поцелуйница, Мария Магдалина — сладостница, Огненная Мария, Марьин день, День св. мироносицы Марии Магдалины; бел. Марыя Магдаліна, Фока, Карніл; сербохорв. Блага Марија, Вјетрени дан; чеш. Sv. M. Magdaléna.

## Обряды и поверья
Марии Магдалине молились об исцелении от беснования, от блудной страсти. Фоке Синопскому молились при разных недугах.
В день Марии Магдалины, крестьяне не работали в поле, чтобы не убила за это гроза, точно так же, как не работали они по той же самой причине и на Ильин день.[где?][когда?] В Марии Магдалине народ видел небесную властительницу громов и молнии (Перуницу).
По сербским поверьям, «Благая Мария» является сестрой Громовника Ильи (Илии пророка) и считалась хранительницей от удара молнии.
В средней полосе России в этот день вынимают цветочные луковицы.[кто?][когда?]

## Поговорки и приметы
- На Марию Магдалину в поле не работают — гроза убьёт[3].
- На Марию сильные росы — льны будут серы и косы[15].
- Стелят льны по росной траве[5].
- Магдалена — воды по колено (бел. Магдалена — вады па калена)[9].
- Марию считают заступницей от холеры (укр. Марію вважають заступницею від холери)[1].